# Théâtre municipal d'Oulu
Le Théâtre municipal d'Oulu (en finnois : Oulun kaupunginteatteri) est un théâtre professionnel cinstruit dans le quartier de Pokkinen à Oulu en Finlande. 

## Description
Le bâtiment a été conçu par Marjatta et Martti Jaatinen.
Sa construction s'est achevée en 1972 sur la place du marché d'Oulu.
Le bâtiment a trois auditorium:
- 527 places,440 m2
- 65 places,165 m2
- 214 places,225 m2

Le théâtre reçoit environ 75 000 spectateurs par an.